# Comté de Bungoma
Pour les articles homonymes, voir Bungoma (homonymie).
Le comté de Bungoma est un des quatre comtés de l'ancienne province occidentale au Kenya. Il est peuplé par les Luhya et, dans sa partie nord, également par les Okiek. Son chef-lieu est Bungoma. Il abrite le parc national du mont Elgon et le deuxième point le plus élevé du Kenya, le pic Lower Eglon qui culmine à 4 301 m.

## Histoire
C'est le 4 août 2010, par l'adoption par les Kényans de la nouvelle Constitution, qu'est créé le comté. Cependant, il faut attendre le 28 mars 2013 pour la pérennisation de ses pouvoirs législatif et exécutif.

## Toponymie
L'origine du nom a deux versions :
- Les alentours de l'actuelle ville de Bungoma était peuplée par une sous-tribu Kalenjin appelée Bangot,
- les mêmes lieux étaient un endroit de réunion d'où les anciens de la tribu des Bukusu utilisaient un tambour appelé engoma pour convoquer les habitants à une réunion.

## Géographie et géologie

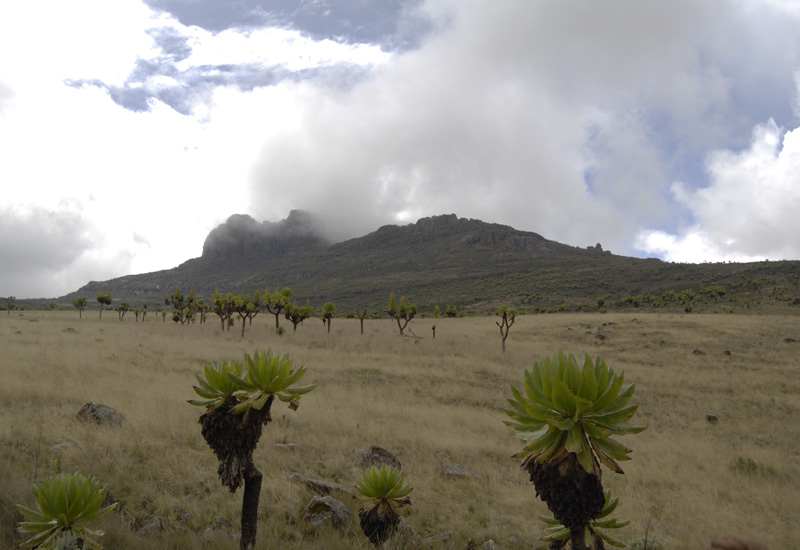
Le pic de Koitobos sur le mont Elgon.

Le comté est bordé à l'ouest par le comté de Busia et la région de l'est (Eastern Region) en Ouganda, au nord-est par le comté de Trans Nzoia et du sud au sud-est par le comté de Kakamega.
Le point culminant est le pic Lower Eglon à 4 301 m (1° 05′ 58″ N, 34° 34′ 29″ E) tandis que le moins élevé est le lieu où la rivière Lairi quitte le comté pour celui de Busia à 1 283 m d'altitude (0° 28′ 57″ N, 34° 29′ 07″ E).

## Structure sociétale

### Structure exécutive et législative
Depuis le 28 mars 2013, et consécutivement aux élections générales du 4 mars 2013, le comté (County), comme tous les autres comtés du Kenya, est semi-autonome par rapport au gouvernement central. L'entité peut lever des impôts ou adopter des règlements locaux (par ex. : urbanisme, police) ainsi que gérer les ressources naturelles, humaines et les infrastructures pour autant que la décision ne soit pas contraire ni à la Constitution ni aux Lois de l'État. L'autorité exécutive du comté est responsable des moyens qui lui sont apportés par l'exécutif national.
L'autorité exécutive comporte un gouverneur, un vice-gouverneur et dix autres membres. Le gouverneur actuel est Ken Lusaka (New Ford-K)
L'assemblée locale est constituée de 75 élus (un par Ward, « autorité locale ») auxquels il faut ajouter le Président ex officio de l'assemblée locale (Chairman of the County Cuncil).

### Musées et parcs nationaux du comté
- parc national du mont Elgon.

### Localités et autres lieux du comté
- mont Elgon ;
- rivière Nzoia.